# فقمة هاواي الراهبة
فقمة هاواي الراهبة هو نوع مهدد بالنقراض من عائلة الفقميات تعيش في جزر هاواي.
فقمة هاواي  أو ما يعرف بإسم ،فقمة راهب هاواي أو الموناشو موناشو
- فقمة الراهب هاواي أو موناشو شاوينلاندي: عينة مستوطنة من جزر هواي. وعلى الرغم من أنها تشمل 1.400 عنصرا، فقد تقلص عددها خلال السنوات الستين الأخيرة بنسبة (1) 60% .

هي واحدة من أنواع الفقمات المعرّضة للانقراض، لم يبقى الا 500 فقمة تهددها أخطار الانقراض  بسبب تلوث البحر والصيد من قبل الصيادين60% .
اعتبر اليونانيون القدماء هذا النوع من الفقمات نذير خير عند رؤيتها على الشواطئ. 
اما اليوم فقد أصبحت الفقمة الناسكة المتوسطية من اندر الحيوانات في العالم وهي احدى ستة حيوانات الأكثر تعرضا لخطر الانقراض
تم تصنيفها في قانون الاتحاد الأوروبي على انها بحاجة الى حماية مشددة , .
يقدر عددها حاليا بين 400 و 500 منتشرة بين بلدان متوسطية وغرب أفريقيا
ويعيش نحو 200 الى 250 منها في مياه اليونان وهي تطوف في المياه القريبة من الشواطئ بحثا عن الاسماك والاخطبوط .

## تأثير النشاطات البشرية
تعيش الفقم ما بين 20 و 30 سنة . يبلغ طول الذكر البالغ 2 متر في المتوسط  ووزنه نحو 315 كيلو غرام والأنثى اصغر قليلا قرابة ال 300 كيلو غرام .
وهي حيوانات خجولة وشديدة التأثر بأي ازعاج يسببه الانسان . ومع انتهاء القرن العشرين انخفض كثيرا عدد الفقم بسبب ازدياد التأثيرات البشرية .
مثل : الصيد الجائز وتدمير الموائل والتلوث البحري واستنزاف مخزونات الأسماك والتنافس على القوت مع الصيادين المحليين .
وكانت الفقم في الاساس تعيش على الشواطئ والجزر الرملية ولكن الاستغلال المفرط للشواطئ والبحر بات يجبرها على الاختباء في كهوف بحرية
ومن الاخطار التي تهدد حياتها الامراض والطحالب السامة .
والموائل التي تلجأ اليها الفقم غير ملائمه اذ تضطر الاناث لتربية جرائها في كهوف بحريه غير مشوشه نسبيا لكنها معرضه لامواج عاتيه وظروف مناخيه سيئه
وهذا الوضع يهدد حياة الصغار التي قد تنجرف بعيدا او تتعرض لاصابات او تغرق اثناء العواصف .